# Coupe de France de futsal
Cet article concerne la compétition organisée selon les règles FIFA. Pour celle organisée selon les règles AMF, voir Coupe de France de futsal AMF.
La Coupe de France de futsal, officiellement Coupe Nationale Futsal – Trophée Michel Muffat-Joly, est une compétition à élimination directe organisée par la Fédération française de football (FFF), ouverte aux clubs qui lui sont affiliés. De 2005 à 2009, la Coupe de France offre à son vainqueur une place pour la Coupe de futsal de l'UEFA.
La compétition est répartie en différents tours, où les clubs de Division 2 puis D1 entrent après les autres, plus une finale. Celle-ci se déroule dans une ville différente chaque année. L'organisation de la compétition, prévoyant un tirage au sort intégral et une inversion de l'équipe recevant en cas d'écart important entre les divisions des deux équipes, permet d'enregistrer chaque année de nombreuses « surprises » signées par des clubs régionaux, car l'inversion leur permet de jouer à domicile.
Le club le plus titré est le Sporting Paris avec six trophées.

## Histoire

### Seule compétition nationale de futsal (1994-2005)
L’AS Saint-Priest remporte la première édition de la Coupe de France de futsal en 1994-1995 à Villeurbanne face à l’OC Le Perreux-Joinville (3-1), avec une équipe composée des joueurs de son équipe-fanion de football et son entraîneur Bernard David.
L’USVO Grenoble, un club de football, gagne ensuite les éditions de 1996 et 1997. Les clubs jouant sur herbe tels que le CS Mars Bischeim en 1999, l'ASF Andrézieux en 1999 et le FC Mulhouse en 2004 remportent ensuite la compétition en salle.

### Qualificative pour la Coupe d'Europe (2005-2010)
Au terme de la saison 2008-2009, le vainqueur de la Coupe nationale futsal n'est plus qualifié pour la Coupe de futsal de l'UEFA. Ce privilège est transféré au club remportant le nouveau championnat de France.

### Hégémonie des clubs parisiens (années 2010)
Lors de la finale de l'édition 2012-2013 à Lourdes, le KB United subi la loi de son rival francilien, le Sporting Paris (4-6) qui affiche sa suprématie nationale en soulevant son quatrième trophée de suite. Mené 0-2, le Sporting inverse le score jusqu'à mener 6-2 avant deux buts du KBU et réalise le doublé coupe-championnat.
Pour l'exercice 2013-2014, le Kremlin-Bicêtre United l'emporte aux dépens de Cannes Bocca à la Kindarena à Rouen (5-2). C'est une première dans l'histoire du KBU après deux finales perdues.

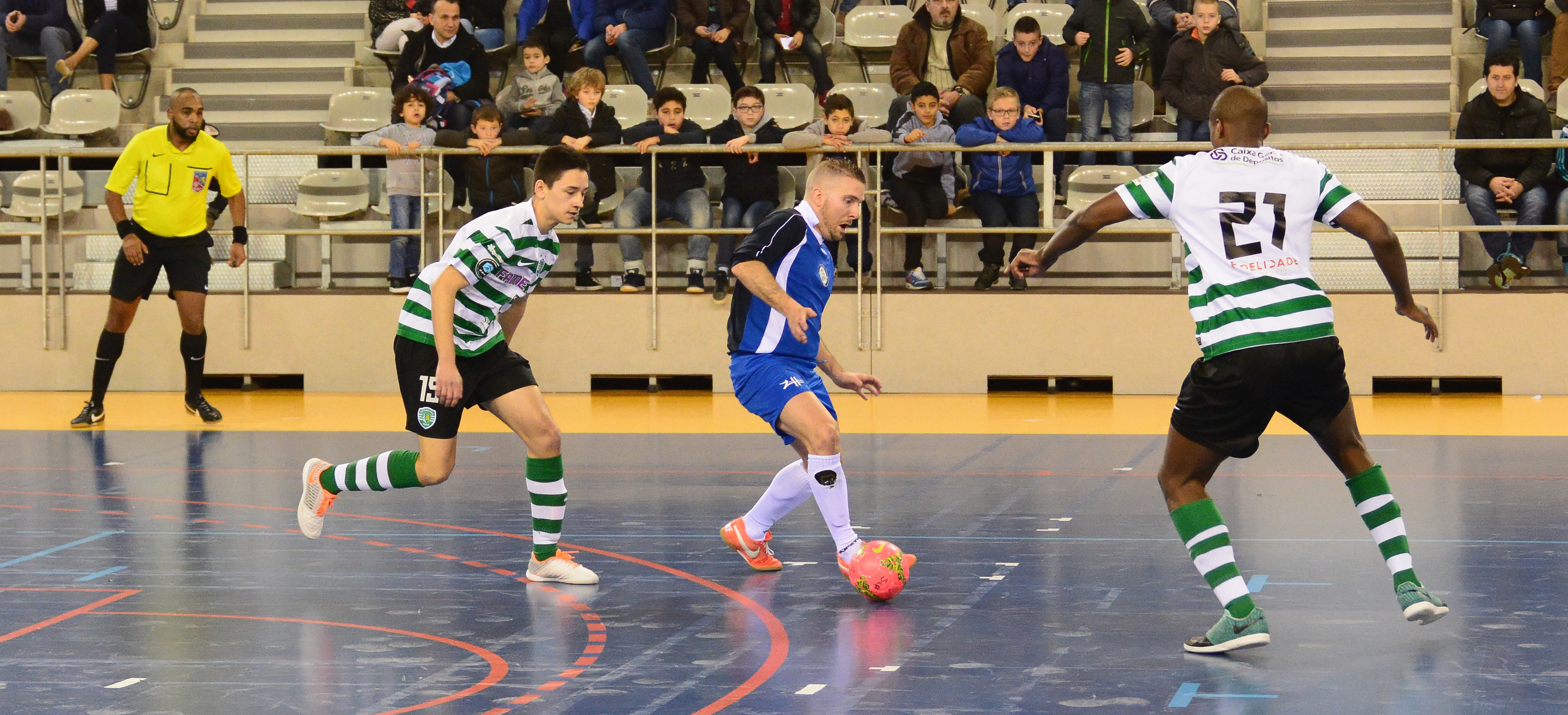
Match entre Belfort Lion et Sporting Paris fin février 2015.

Pour la saison 2016-2017, une situation inédite a lieu : deux clubs évoluant en Division d'honneur (DH) s’opposent en finale après avoir chacun éliminé plusieurs équipes de Division 1 ou 2 durant leur parcours. À Lens, le Sporting Strasbourg, sixième de DH d'Alsace, affronte ACCES de Villeneuve La Garenne et championne de DH Paris Île-de-France. ACCES devient la première équipe régionale à remporter le trophée sur le score de 5-3.

### Vainqueurs inédits (depuis 2021)
À cause de la Pandémie de Covid-19 en France, l'édition 2019-2020 est arrêtée en huitième de finale. La saison suivante, à la suite d'un nouvel arrêt temporaire des compétitions, le comité exécutif de la FFF acte la suppression de la coupe nationale mi-novembre 2020, cela afin de laisser des dates libres pour les championnats.
À partir de l'édition 2021-2022, le trophée de la Coupe Nationale Futsal est renommé « Michel Muffat-Joly » en hommage au président du District de l’Isère de football et chef de délégation de l'Équipe de France de futsal disparu en 2020. Pour la reprise de la compétition, six clubs de niveau régional atteignent pour la première fois les huitièmes de finale.

## Organisation

### Format de la compétition
Lors des premières éditions, la compétition se déroulent sous la forme de phases de groupes successives sous la forme de tournoi toutes rondes. Les meilleurs de chaque poule accèdent au tour suivant. Les éditions se terminent par un tournoi final réunissant les huit dernières équipes en lice. Elles sont séparées en deux groupes de quatre. La fin varie selon les années : matchs de classement croisés entre équipe du même rang des deux groupes (premier-premier, deuxième-deuxième, etc.) ou demi-finales croisées entre les deux meilleurs de chaque poule (premier A-deuxième B et inversement) avant une finale entre les deux vainqueurs. À partir de l'édition 2006-2007, un nouveau tour est ajouté : la phase interrégionale. Pour l'édition 2008-2009, une nouvelle formule ne prévoit plus de réunir les huit finalistes sur un seul plateau. Deux poules de quatre équipes sont disputées avant le plateau final. pour déterminer les quatre réels finalistes qui s'affrontent en tournoi à élimination directe.
Pour la saison 2011-2012, la Coupe nationale est réformée. Les clubs de D1 intègrent la compétition qu'après les finales régionales, en seizième de finale. À partir de ce tour, les rencontres à élimination directe. À partir de 2013-2014, les clubs de la nouvelle Division 2 intègrent ces finales régionales et ceux de D1 le tour suivant, les 32es de finale.
Contrairement à la Coupe de France de football, pour celle en salle, aucune dotation financière ou matérielle n'est accordé aux équipes.

### Clubs participants
La Coupe Nationale Futsal est ouverte à tous les clubs à statut amateur ou indépendant régulièrement affiliés à la Fédération française de football, ainsi que les sections amateures des clubs professionnels, sous réserve de leur acceptation par leur ligue d’appartenance et à raison d’une seule équipe par club.
Ainsi lors des premières éditions, les participants ne sont que des clubs de football français. Le Canal Sport Roubaix est le premier club spécialiste de futsal connu à prendre part à la compétition dès la fin des années 1990. Lors de l'édition 1999-2000, le CS Roubaix et les Saint-Saulve's Point Boys sont les deux seuls spécialistes du tournoi final et se hissent tous les deux en finale.
Peu à peu, les clubs de futsal prennent le dessus sur ceux de football traditionnel, qui ne pratiquent généralement pas fréquemment la discipline en salle.

### Lieux de la finale
| Lieu des finales | Lieu des finales | Lieu des finales  | Lieu des finales |
| #                | Saison           | Lieu de la finale | Affluence        |
| ---------------- | ---------------- | ----------------- | ---------------- |
| 1                | 1994-1995        | Villeurbanne      |                  |
| 2                | 1995-1996        | Hagondange        |                  |
| 3                | 1996-1997        | Ploufragan        |                  |
| 4                | 1997-1998        | Toulouse          |                  |
| 5                | 1998-1999        | Liévin            |                  |
| 6                | 1999-2000        | Caen              |                  |
| 7                | 2000-2001        | Eaubonne          |                  |
| 8                | 2001-2002        | Mulhouse          | 1 000            |
| 9                | 2002-2003        | Saint-Junien      |                  |
| 10               | 2003-2004        | Lons-le-Saunier   |                  |
| 11               | 2004-2005        | Les Ponts-de-Cé   |                  |
| 12               | 2005-2006        | Beauvais          |                  |
| 13               | 2006-2007        | Clermont-Ferrand  |                  |
| 14               | 2007-2008        | Boulazac          |                  |
| 15               | 2008-2009        | Gap               |                  |
| 16               | 2009-2010        | Reims             |                  |
| 17               | 2010-2011        | Seyssinet-Pariset |                  |
| 18               | 2011-2012        | Strasbourg        |                  |
| 19               | 2012-2013        | Lourdes           |                  |
| 20               | 2013-2014        | Rouen             | 2 092            |
| 21               | 2014-2015        | Bourg-de-Péage    |                  |
| 22               | 2015-2016        | Belfort           |                  |
| 23               | 2016-2017        | Lens              |                  |
| 24               | 2017-2018        | Nanterre          |                  |
| 25               | 2018-2019        | Blois             |                  |
| 26               | 2019-2020        |                   |                  |
| -                | 2020-2021        |                   |                  |
| 27               | 2021-2022        | Arnas             | 800              |
| 28               | 2022-2023        | Pessac            |                  |
| 29               | 2023-2024        | Toulouse          |                  |

La ville-hôte de la finale est déterminée en début de saison par l'organisateur, la FFF.
En 2023-2024, Toulouse devient la première ville à accueillir pour la seconde fois une finale de Coupe Nationale Futsal. Aucun club ne gagne jamais le trophée à domicile.

### Qualification pour la Coupe UEFA
| Saison         | Clubs          |
| -------------- | -------------- |
| 2005-2006      | Roubaix Futsal |
| 2006-2007      | Roubaix Futsal |
| 2007-2008      | Issy Futsal    |
| 2008-2009 (en) | Roubaix Futsal |
| 2009-2010 (en) | Roubaix AFS    |

De 2005 à 2009, le vainqueur de la Coupe nationale de futsal représente la France en Coupe de l'UEFA.
Le Roubaix Futsal devient ainsi le premier club français à disputer la compétition européenne grâce à son sacre en 2005. Il réédite sa performance la saison suivante puis voit le Issy Futsal l'emporter en 2007 avant de conquérir une troisième fois le trophée en quatre ans. En 2008, un autre club roubaisien, l'ARFS, obtient le dernier ticket délivré par la Coupe de France.

## Palmarès

### Palmarès par édition
| #  | Saison    | Vainqueur                                                | Score                                                    | Finaliste                                                |
| -- | --------- | -------------------------------------------------------- | -------------------------------------------------------- | -------------------------------------------------------- |
| 1  | 1994-1995 | AS Saint-Priest                                          | 3-1                                                      | OC Le Perreux-Joinville                                  |
| 2  | 1995-1996 | USVO Grenoble                                            | 3-2                                                      | AS Saint-Priest                                          |
| 3  | 1996-1997 | USVO Grenoble (2)                                        | 1-1 tab 2-1                                              | L'Etrat-La Tour Sportif                                  |
| 4  | 1997-1998 | CS Roubaix                                               | 4-1                                                      | JL Knutange                                              |
| 5  | 1998-1999 | CS Mars Bischheim                                        | 8-6                                                      | ASA Issy                                                 |
| 6  | 1999-2000 | SPB Saint-Saulve                                         | 4-1                                                      | CS Roubaix                                               |
| 7  | 2000-2001 | ASF Andrézieux                                           | 4-2                                                      | FC Flers                                                 |
| 8  | 2001-2002 | Champs-sur-Marne AFC                                     | 2-2 tab 2-1                                              | CS Roubaix                                               |
| 9  | 2002-2003 | Roubaix Trois Ponts                                      | 2-0                                                      | Villepinte Club des Artistes                             |
| 10 | 2003-2004 | FC Mulhouse                                              | 4-4 tab 2-1                                              | US Ivry                                                  |
| 11 | 2004-2005 | Roubaix FA (3)                                           | 3-3 tab 2-1                                              | Issy Futsal                                              |
| 12 | 2005-2006 | Roubaix FA (4)                                           | 6-5                                                      | Issy Futsal                                              |
| 13 | 2006-2007 | Issy Futsal                                              | 7-0                                                      | FC Erdre-Atlantique                                      |
| 14 | 2007-2008 | Roubaix FA (5)                                           | 2-1                                                      | Kremlin-Bicêtre United                                   |
| 15 | 2008-2009 | Roubaix AFS                                              | 2-2 tab 6-5                                              | Lyon Futsal Club                                         |
| 16 | 2009-2010 | Sporting Paris                                           | 5-1                                                      | FC Erdre-Atlantique                                      |
| 17 | 2010-2011 | Sporting Paris (2)                                       | 2-1                                                      | Paris Métropole                                          |
| 18 | 2011-2012 | Sporting Paris (3)                                       | 7-4                                                      | Paris Métropole                                          |
| 19 | 2012-2013 | Sporting Paris (4)                                       | 6-4                                                      | Kremlin-Bicêtre United                                   |
| 20 | 2013-2014 | Kremlin-Bicêtre United                                   | 5-2                                                      | Cannes Bocca Futsal                                      |
| 21 | 2014-2015 | Sporting Paris (5)                                       | 2-1                                                      | Garges Djibson                                           |
| 22 | 2015-2016 | Kremlin-Bicêtre United (2)                               | 6-5                                                      | Garges Djibson                                           |
| 23 | 2016-2017 | ACCES FC                                                 | 5-3                                                      | Sporting Strasbourg                                      |
| 24 | 2017-2018 | Kremlin-Bicêtre (3)                                      | 4-6 ap                                                   | FS Mont D’Or                                             |
| 25 | 2018-2019 | Sporting Paris (6)                                       | 7-1                                                      | Garges Djibson                                           |
| 26 | 2019-2020 | Titre non attribué en raison de la pandémie de Covid-19. | Titre non attribué en raison de la pandémie de Covid-19. | Titre non attribué en raison de la pandémie de Covid-19. |
| -  | 2020-2021 | Titre non attribué en raison de la pandémie de Covid-19. | Titre non attribué en raison de la pandémie de Covid-19. | Titre non attribué en raison de la pandémie de Covid-19. |
| 27 | 2021-2022 | Nantes Métropole Futsal                                  | 5-4 ap                                                   | Mouvaux Lille MF                                         |
| 28 | 2022-2023 | Étoile lavalloise MFC                                    | 2 - 0                                                    | Sporting Paris                                           |
| 29 | 2023-2024 | Étoile lavalloise MFC (2)                                | 6 - 1                                                    | Kremlin-Bicêtre                                          |
| 30 | 2024-2025 | Étoile lavalloise MFC (33)                               | 2 - 1ap                                                  | Sporting Paris                                           |

### Palmarès par club
| Rang | Club                  | Titres                                 |
| ---- | --------------------- | -------------------------------------- |
| 1    | Sporting Paris        | 6 (2010, 2011, 2012, 2013, 2015, 2019) |
| 2    | Roubaix FA (ex-CSR)   | 5 (1998, 2003, 2005, 2006, 2008)       |
| 3    | Kremlin-Bicêtre       | 3 (2014, 2016, 2018)                   |
| 4    | Étoile lavalloise MFC | 3 (2023, 2024, 2025)                   |

Le tableau suivant liste les clubs vainqueurs de la Coupe nationale Futsal, le nombre de titres remportés et les années correspondantes. En 2021, la compétition possède treize vainqueurs différents depuis la création de la compétition. Le club recordman de victoire est le Sporting Paris avec six victoires.
| Palmarès complet par club | Palmarès complet par club    | Palmarès complet par club              | Palmarès complet par club  |
| Rang                      | Club                         | Titres                                 | Finales perdues            |
| ------------------------- | ---------------------------- | -------------------------------------- | -------------------------- |
| 1                         | Sporting Paris               | 6 (2010, 2011, 2012, 2013, 2015, 2019) | 2 (2023, 2025)             |
| 2                         | Roubaix FA (ex-CSR)          | 5 (1998, 2003, 2005, 2006, 2008)       | 2 (2000, 2002)             |
| 3                         | Kremlin-Bicêtre              | 3 (2014, 2016, 2018)                   | 3 (2008, 2013, 2024)       |
| 3                         | Étoile lavalloise MFC        | 3 (2023, 2024, 2025)                   | -                          |
| 4                         | USVO Grenoble                | 2 (1996, 1997)                         | -                          |
| 5                         | Issy/Paris Métropole         | 1 (2007)                               | 4 (2005, 2006, 2011, 2012) |
| 6                         | AS Saint-Priest              | 1 (1995)                               | 1 (1996)                   |
| 7                         | CS Mars Bischheim            | 1 (1999)                               | -                          |
| 7                         | Saint-Saulve's Point Boys    | 1 (2000)                               | -                          |
| 7                         | ASF Andrézieux               | 1 (2001)                               | -                          |
| 7                         | Champs-sur-Marne AFC         | 1 (2002)                               | -                          |
| 7                         | FC Mulhouse                  | 1 (2004)                               | -                          |
| 7                         | Roubaix AFS                  | 1 (2009)                               | -                          |
| 7                         | ACCES FC                     | 1 (2017)                               | -                          |
| 7                         | Nantes Métropole Futsal      | 1 (2022)                               | -                          |
| 15                        | Garges Djibson               | -                                      | 3 (2015, 2016, 2019)       |
| 16                        | FC Erdre-Atlantique          | -                                      | 2 (2007, 2010)             |
| 17                        | OC Le Perreux-Joinville      | -                                      | 1 (1995)                   |
| 17                        | L'Etrat-La Tour Sportif      | -                                      | 1 (1997)                   |
| 17                        | JL Knutange                  | -                                      | 1 (1998)                   |
| 17                        | ASA Issy                     | -                                      | 1 (1999)                   |
| 17                        | FC Flers                     | -                                      | 1 (2001)                   |
| 17                        | Villepinte Club des Artistes | -                                      | 1 (2003)                   |
| 17                        | US Ivry                      | -                                      | 1 (2004)                   |
| 17                        | Lyon Futsal Club             | -                                      | 1 (2009)                   |
| 17                        | Cannes Bocca Futsal          | -                                      | 1 (2014)                   |
| 17                        | Sporting Strasbourg          | -                                      | 1 (2017)                   |
| 17                        | Futsal Saône Mont D’Or       | -                                      | 1 (2018)                   |
| 17                        | Mouvaux Lille MF             | -                                      | 1 (2022)                   |

## Personnalités

### Joueurs
| Meilleur buteur par édition | Meilleur buteur par édition                               | Meilleur buteur par édition                               | Meilleur buteur par édition                               |
| Saison                      | Vainqueur                                                 | Finaliste                                                 | Meilleur buteur                                           |
| --------------------------- | --------------------------------------------------------- | --------------------------------------------------------- | --------------------------------------------------------- |
| 1994-1995                   | AS Saint-Priest                                           | OC Le Perreux-Joinville                                   |                                                           |
| 1995-1996                   | USVO Grenoble                                             | AS Saint-Priest                                           |                                                           |
| 1996-1997                   | USVO Grenoble (2)                                         | L'Etrat-La Tour Sportif                                   |                                                           |
| 1997-1998                   | CS Roubaix                                                | JL Knutange                                               |                                                           |
| 1998-1999                   | CS Mars Bischheim                                         | ASA Issy                                                  |                                                           |
| 1999-2000                   | SPB Saint-Saulve                                          | CS Roubaix                                                |                                                           |
| 2000-2001                   | ASF Andrézieux                                            | FC Flers                                                  |                                                           |
| 2001-2002                   | Champs-sur-Marne AFC                                      | CS Roubaix                                                |                                                           |
| 2002-2003                   | Roubaix Trois Ponts                                       | Villepinte Club des Artistes                              |                                                           |
| 2003-2004                   | FC Mulhouse                                               | US Ivry                                                   | Chimel Vita (Ivry ; 13)                                   |
| 2004-2005                   | Roubaix FA (3)                                            | Issy Futsal                                               |                                                           |
| 2005-2006                   | Roubaix FA (4)                                            | Issy Futsal                                               |                                                           |
| 2006-2007                   | Issy Futsal                                               | FC Erdre-Atlantique                                       |                                                           |
| 2007-2008                   | Roubaix FA (5)                                            | Kremlin-Bicêtre United                                    |                                                           |
| 2008-2009                   | Roubaix AFS                                               | Lyon Futsal Club                                          |                                                           |
| 2009-2010                   | Sporting Paris                                            | FC Erdre-Atlantique                                       |                                                           |
| 2010-2011                   | Sporting Paris (2)                                        | Paris Métropole                                           |                                                           |
| 2011-2012                   | Sporting Paris (3)                                        | Paris Métropole                                           |                                                           |
| 2012-2013                   | Sporting Paris (4)                                        | Kremlin-Bicêtre United                                    |                                                           |
| 2013-2014                   | Kremlin-Bicêtre United                                    | Cannes Bocca                                              |                                                           |
| 2014-2015                   | Sporting Paris (5)                                        | Garges Djibson                                            |                                                           |
| 2015-2016                   | Kremlin-Bicêtre United (2)                                | Garges Djibson                                            |                                                           |
| 2016-2017                   | ACCES FC                                                  | Sporting Strasbourg                                       |                                                           |
| 2017-2018                   | Kremlin-Bicêtre (3)                                       | FS Mont D’Or                                              |                                                           |
| 2018-2019                   | Sporting Paris (6)                                        | Garges Djibson                                            |                                                           |
| 2019-2020                   | Compétition arrêtée en raison de la pandémie de Covid-19. | Compétition arrêtée en raison de la pandémie de Covid-19. | Compétition arrêtée en raison de la pandémie de Covid-19. |

### Entraîneurs
| Entraîneurs vainqueurs | Entraîneurs vainqueurs                                                   | Entraîneurs vainqueurs                                                   |
| Saison                 | Club vainqueur                                                           | Entraîneur vainqueur                                                     |
| ---------------------- | ------------------------------------------------------------------------ | ------------------------------------------------------------------------ |
| 1994-1995              | AS Saint-Priest                                                          | Bernard David                                                            |
| 1995-1996              | USVO Grenoble                                                            |                                                                          |
| 1996-1997              | USVO Grenoble (2)                                                        |                                                                          |
| 1997-1998              | CS Roubaix                                                               |                                                                          |
| 1998-1999              | CS Mars Bischheim                                                        |                                                                          |
| 1999-2000              | SPB Saint-Saulve                                                         |                                                                          |
| 2000-2001              | ASF Andrezieux                                                           |                                                                          |
| 2001-2002              | Champs-sur-Marne AFC                                                     |                                                                          |
| 2002-2003              | Roubaix Trois Ponts                                                      |                                                                          |
| 2003-2004              | FC Mulhouse                                                              | Xavier Desmuth                                                           |
| 2004-2005              | Roubaix FA (3)                                                           | Nordine Benamrouche                                                      |
| 2005-2006              | Roubaix FA (4)                                                           | Nordine Benamrouche (2)                                                  |
| 2006-2007              | Issy Futsal                                                              | Jean-Pierre Sabani                                                       |
| 2007-2008              | Roubaix FA (5)                                                           | Nordine Benamrouche (3)                                                  |
| 2008-2009              | Roubaix AFS                                                              | Hacène Guenoune                                                          |
| 2009-2010              | Sporting Paris                                                           | Rodolphe Lopes                                                           |
| 2010-2011              | Sporting Paris (2)                                                       | Rodolphe Lopes (2)                                                       |
| 2011-2012              | Sporting Paris (3)                                                       | Rodolphe Lopes (3)                                                       |
| 2012-2013              | Sporting Paris (4)                                                       | Rodolphe Lopes (4)                                                       |
| 2013-2014              | Kremlin-Bicêtre United                                                   | Hugo Sintra                                                              |
| 2014-2015              | Sporting Paris (5)                                                       | Rodolphe Lopes (5)                                                       |
| 2015-2016              | Kremlin-Bicêtre United (2)                                               | Danilo Monteiro Martins                                                  |
| 2016-2017              | ACCES FC                                                                 | Marcelo Serpa                                                            |
| 2017-2018              | Kremlin-Bicêtre (3)                                                      | Johann Legeay                                                            |
| 2018-2019              | Sporting Paris (6)                                                       | Rodolphe Lopes (6)                                                       |
| 2019-2020              | Compétition arrêtée en raison de la pandémie de Covid-19.                | Compétition arrêtée en raison de la pandémie de Covid-19.                |
| 2020-2021              | Compétition annulée en raison de la crise sanitaire liée au coronavirus. | Compétition annulée en raison de la crise sanitaire liée au coronavirus. |
| 2021-2022              | Nantes Métropole Futsal                                                  | Fabrice Gacougnolle                                                      |